# Wälderhaus

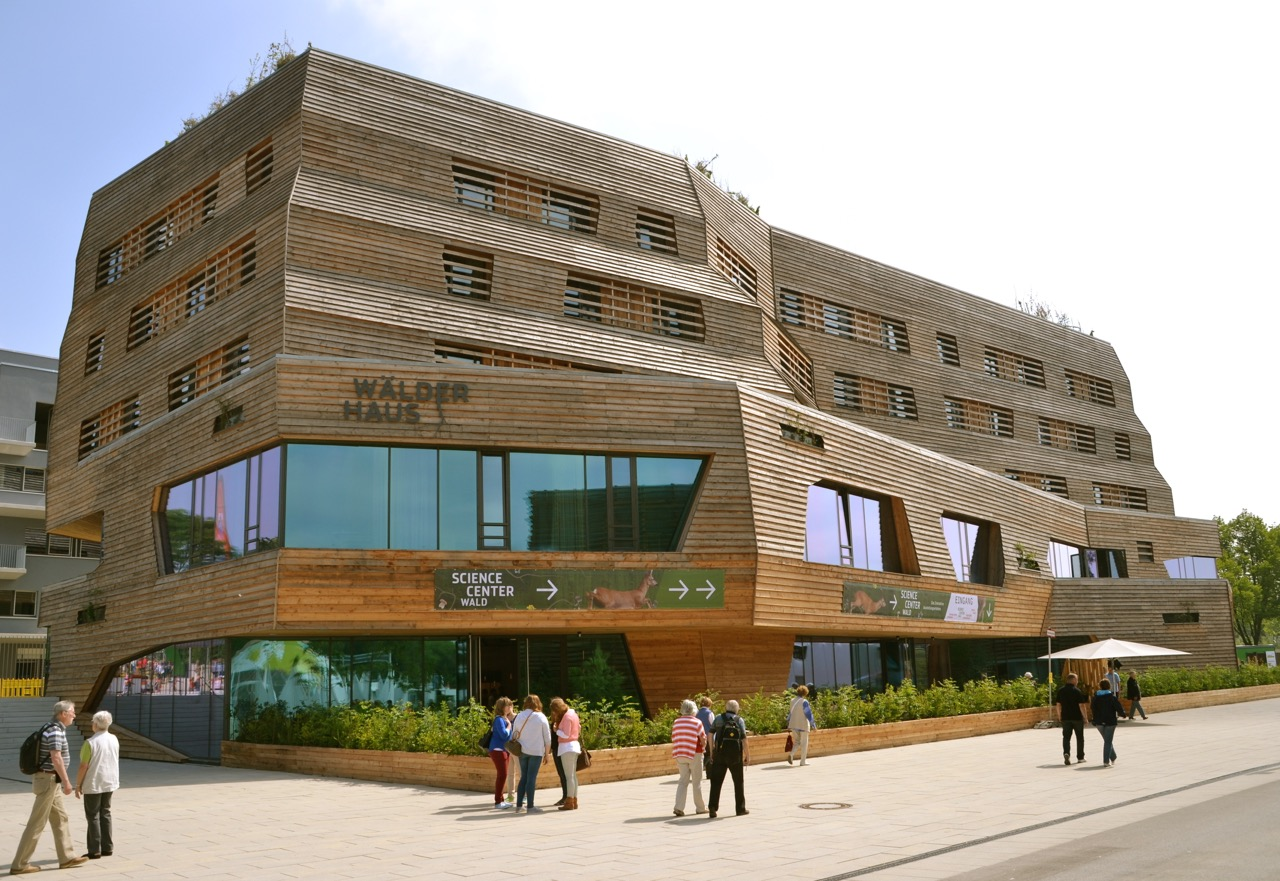
Vue du bâtiment.

Le Wälderhaus (litt. « maison des bois ») est un complexe multifonctions consacré au développement durable, situé dans le quartier de Wilhelmsbourg à Hambourg. Ce projet d'excellence initié dans le cadre de l'exposition internationale d'architecture (IBA Hamburg 2013 (de)) vise à lier les différentes dimensions de la durabilité. Il héberge un centre scientifique consacré à la gestion des écosystèmes forestiers (équilibre environnemental), un hôtel à basse consommation d'énergie (développement économique), et profite de son implantation dans un quartier défavorisé pour soutenir l'intégration des publics fragiles au travers de programmes de formation à l'environnement (justice sociale).

## Architecture

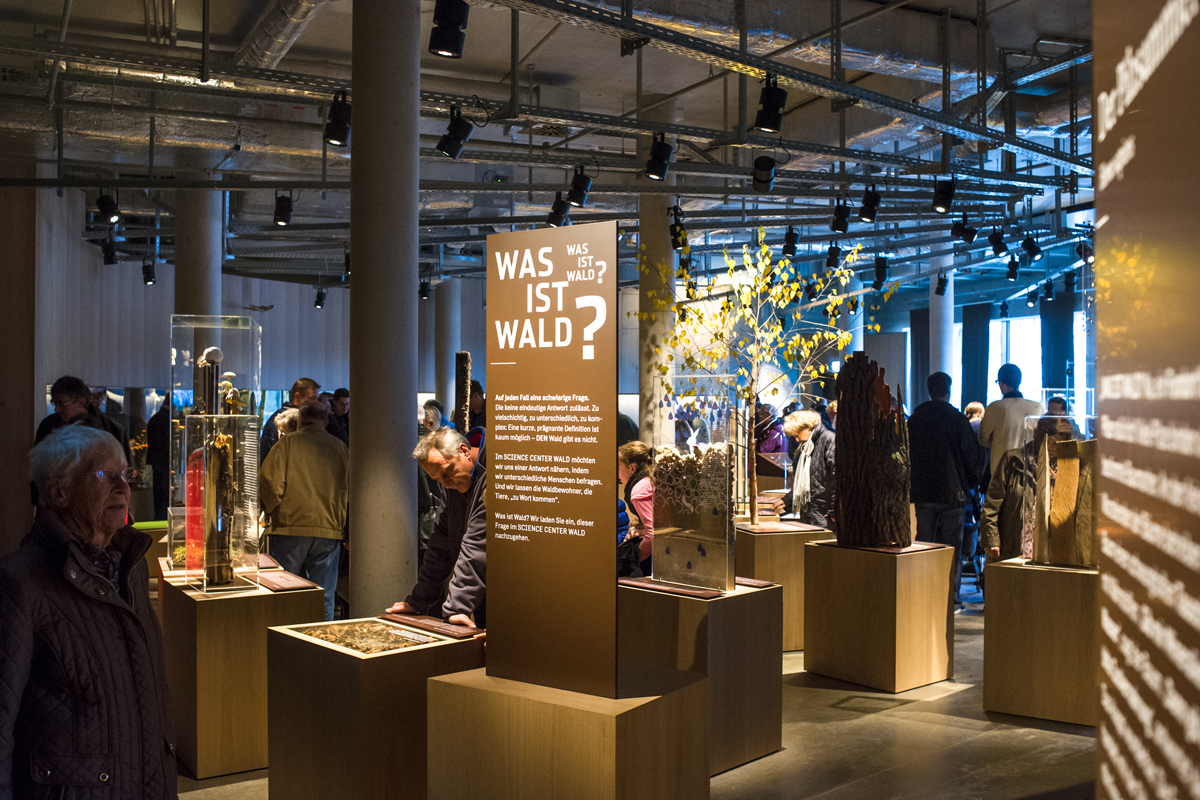
Exposition Science Center Wald (novembre 2012).

Construit par l'architecte allemand Andreas Heller (de), le Wälderhaus explore les potentialités du bois dans l'architecture moderne. Il se démarque par sa façade en bois et sa faible consommation en énergie : l'utilisation de sources naturelles d'énergie (géothermie, photovoltaïque) et l'isolation naturelle du bâtiment assurent des émissions réduites en dioxyde de carbone.

## Direction
Le Wälderhaus est dirigé depuis sa création par Rüdiger Kruse, député de Hambourg au Bundestag.